# Catherine Shipe East
Catherine Shipe East (Barboursville, 15 maggio 1916 – Ithaca, 17 agosto 1996) è stata un'attivista statunitense, definita "l'ostetrica del movimento femminile". È stata una forza determinante dietro la fondazione della National Organization of Women (NOW) e ha ricoperto diverse posizioni importanti nello stato federale nel corso della sua carriera.

## Primi anni di vita
Catherine Shipe East è nata il 15 maggio 1916 a Barboursville, in Virginia Occidentale, da Bertha Woody e Ulysses Grant Shipe. Era la maggiore di tre figli. Sua madre ebbe un esaurimento nervoso quando Catherine aveva undici anni, e quattro anni dopo suo padre si suicidò. Considerando l'insegnamento la sua unica opzione all'epoca, si iscrisse alla scuola per insegnanti del Marshall College, ma dovette ritirarsi a causa di difficoltà finanziarie quando le mancavano solo undici crediti per ottenere il diploma di bachelor.
Nel 1937 sposò Charles East, da cui poi divorziò; ebbero due figlie. Nel 1939 ha ottenuto un posto presso la Commissione del Servizio Civile degli Stati Uniti come impiegata. Ha conseguito la laurea di primo livello nel 1943.

## Ruolo nel Governo
Catherine Shipe East iniziò la sua carriera come esaminatrice junior del servizio civile presso la Commissione del Servizio Civile degli Stati Uniti nel 1939. Fece carriera fino a diventare capo della divisione del servizio professionale, prima di passare a lavorare per il Dipartimento del Lavoro nel 1963. È stata consulente tecnico della Commissione sullo Status delle Donne del Presidente e ha partecipato alla ricerca e alla stesura del rapporto della Commissione, American Women, pubblicato nel 1963. Dopo la pubblicazione di questo rapporto, il Presidente John F. Kennedy creò il Comitato Interdipartimentale sullo Status delle Donne e il Consiglio Consultivo Cittadino sullo Status delle Donne, nominando la East come segretaria esecutiva di entrambi i gruppi.

## National Organization for Women
Grazie alla sua posizione di collaboratrice governativa è stata un canale di informazione fondamentale per le femministe di tutta la nazione. Credeva che le donne avessero bisogno di un'organizzazione autorevole, simile alla NAACP. Ha incoraggiato Betty Friedan, che l'ha definita “la levatrice del movimento femminile”, e altre donne della sua cerchia a creare la National Organization of Women, per avere un'organizzazione che potesse funzionare al di fuori del governo per creare cambiamenti nelle politiche governative.
Catherine East fece parte del primo Comitato Legale di NOW, insieme a Mary Eastwood, Phineas Indritz e Caruthers Berger.

## Attivismo e premi
Dopo essersi ritirata dal servizio governativo nel 1977, la East divenne un'attivista a tempo pieno, lavorando per far passare l'Emendamento per la Parità dei Diritti in Virginia e a livello nazionale e servendo come coordinatrice delle questioni femminili nella campagna presidenziale di John Anderson (novembre 1979 - novembre 1980) e come direttore legislativo del National Women's Political Caucus (ottobre 1983 - dicembre 1986). Ha fatto parte del consiglio di amministrazione del National Organization of Women's Legal Defense and Education Fund dal 1979 al 1983.
Ha partecipato a uno studio su come i giornali hanno trattato varie questioni femminili ed è stata coautrice di una relazione intitolata “New Directions for News”. È stata un membro attivo di numerose organizzazioni, come l'Associazione americana delle donne universitarie, l'Unione americana per le libertà civili, la Lega delle donne votanti, il National Woman's Party e Planned Parenthood. Ha anche conseguito numerosi premi, tra cui il Premio Elizabeth Boyer di WEAL nel 1983 per il suo “eccezionale contributo all'avanzamento delle donne” e la Medaglia d'Onore Veteran Feminists of America nel 1993. È stata inserita nella National Women's Hall of Fame nel 1994. Residente da molto tempo ad Arlington, Va., East si è trasferita a Ithaca, N.Y., all'inizio del 1996 per stare vicino alla figlia più giovane. È morta il 17 agosto 1996 a Ithaca, New York.